# Тобия Момин
Тобия Момин е български футболист и треньор, играл защитник в пловдивски професионални клубове през 1960-те години.

## Биография
Тобия Ченков Момин е роден на 1 август 1941 г. в село Секирово, сега квартал на град Раковски, Пловдивско. Около 1950-та година семейството му се премества в селището Гара Кричим, където по-късно Тобия Момин с местния училищен футболен отбор става републикански шампион за средношколци. През 1961 г. започва да тренира във втория отбор на спортен клуб „Спартак“.
Завършил е Националната спортна академия „Васил Левски“ в София с профил „треньор“.

### Спортна кариера
Започва професионалната си спортна кариера като футболист в спортен клуб „Спартак“ през сезона 1962/63 г.
 През този сезон ФК „Спартак“ е шампион в „А“ Републиканска футболна група като Момин играе в 20 от общо 30-те мача. Продължава да играе в клуба до 1967 г. когато след реорганизация на клубовете в Пловдив, Христо Дишков и той са включени във реорганизирания СК „Ботев“ Пловдив под името „Тракия“. В този състав Момин играе през сезона 1967/1968.
Има общо пет срещи играни за Купа на европейските шампиони. През есента на 1963 г. играе в отбора на „Спартак“ и елиминира отбора на „Партизан“ Белград, след което отборът отпада от първенството след срещата с холандския отбор „Айндховен“. През есента на 1967 г. играе в двете срещи на отбора на „Тракия“ с румънския отбор „Рапид“ Букурещ.
През есента на 1966 г. участва в двете срещи с на ФК „Спартак“ срещу португалския отбор „Бенфика“ за Купата на панаирните градове.

### Треньорска кариера
Тобия Момин е бил тренъор на много от Футболните клубове в Пловдивско - ФК „Марица“ в Чалъкови, ФК „Брацигово“, ФК „Асен Гаргов“ в Калояново, ФК „Стоманолеяр“ в село Белозем, ФК „Секирово“ и др.

## Отличия и признание
- През 2009 г. излиза от печат брошурата „Тобия Момин - един от големите футболисти, отдали своя принос за развитието на спорта в Пловдив“ с автор Димитър Христев и съавтор самият Момин.
- По случай 55 години от спечелването на Шампионската титла от отбора на Спартак, на 29 септември 2018 г. Момин е отличен с почетен плакет.[6]